# Lijst van afleveringen van Stargate SG-1

Stargate SG-1

Dit is een lijst van afleveringen van Stargate SG-1, een sciencefictionserie rond de Stargate, een fictief transportapparaat, gebaseerd op de film Stargate
Stargate SG-1 telt 10 complete seizoenen. Er zijn twee direct-naar-video-films gemaakt, Stargate: The Ark of Truth en Stargate: Continuum.
| Seizoen: | 1 | 2 | 3 | 4 | 5 | 6 | 7 | 8 | 9 | 10 |

## Seizoen 1
SG-1 verkent de Melkweg door de Stargate en bindt de strijd aan met Apophis, een van de machtigste Goa'uld. De Goa'uld zijn een parasitair ras, een soort kleine 'slangen', die een gastheer in bezit nemen. Ze zijn technologisch ontwikkeld en de Jaffa, een ras van krijgers, zijn hen dienstbaar.
1. Children of the Gods - deel 1 - 27 juli 1997 - Apophis opent de aanval op de aarde door de Stargate.
2. Children of the Gods - deel 2 - 27 juli 1997 - Teal'c helpt de leden van SG-1 ontsnappen. Daniels vrouw Sha're en zijn vriend Skaara zijn echter als gastheer (host) genomen.
3. The Enemy Within - 1 augustus 1997 - Een Goa'uld die in de vorige aflevering in Charles Kawalski geïmplanteerd is, wordt uit hem verwijderd, met fatale afloop.
4. Emancipation - 8 augustus 1997 - Samantha Carter wordt gesluierd en in een harem gestopt door een misogyn ras van Mongoolse afkomst. Sam verslaat een opperhoofd in een man-tegen-mangevecht en verandert zo de heersende mening over vrouwenrechten.
5. The Broca Divide - 15 augustus 1997 - SG-1 ontdekt een planeet die altijd met dezelfde zijde naar de zon gekeerd is. Op de planeet heerst een ziekte die zich nu ook verspreidt onder de SG-1 teams.
6. The First Commandment - 22 augustus 1997 - Een verdwenen lid van het SGC heeft zichzelf geïnstalleerd als god op een andere planeet.
7. Cold Lazarus - 29 augustus 1997 - SG-1 ontdekt een planeet met vreemde blauwe kristallen.
8. The Nox - 12 september 1997 - SG-1 leert een van de vier grote rassen kennen. Een Jaffa van Apophis raakt gewond en wordt genezen met de superieure technologie van de Nox.
9. Brief Candle - 19 september 1997 - Een experiment van de Goa'uld Pelops met nanotechnologie zorgt ervoor dat de bewoners van Argos hun hele leven in honderd dagen leven. Jack wordt ook slachtoffer van deze technologie. Samantha Carter ontdekt een methode om de nanieten uit te schakelen.
10. Thor's Hammer - 26 september 1997 - SG-1 maakt kennis met de technologie van de Asgard. Een planeet wordt beschermd door de Hamer van Thor die Jaffa's en Goa'uld transporteert naar een doolhof, waar een goa'uld larve niet uit kan komen.
11. The Torment of Tantalus - 3 oktober 1997 - Daniel Jackson ontdekt van een oude film dat de stargate al in 1944 open geweest is en gaat naar de planeet waar Ernest Littlefield is achtergelaten. Daar ontdekt hij een boek over de Zin van het Leven dat achtergelaten is door de vier grote rassen.
12. Bloodlines - 10 oktober 1997 - Rya'c, de zoon van Teal'c, heeft de leeftijd bereikt dat hij een Goa'uldlarve geïmplanteerd moet krijgen.
13. Fire and Water - 17 oktober 1997 - SG-1 heeft valse herinneringen aan de dood van Daniel, die vastgehouden wordt voor ondervraging door een amfibisch wezen.
14. Hathor - 24 oktober 1997 - Hathor, een Goa'uld-koningin met onweerstaanbare feromonen, probeert de mannen van Stargate Command onder haar invloed te brengen en een nieuw soort Goa'uld te kweken.
15. Singularity - 31 oktober 1997 - Een Naquadahbom is door de Goa'uld Nirrti geïmplanteerd in jong meisje.
16. Cor-Ai - 23 januari 1998 - Teal'c wordt beschuldigd van oorlogsmisdaden, begaan in de tijd dat hij nog First Prime van Apophis was.
17. Enigma - 30 januari 1998 - SG-1 redt een groep Tollan van hun verwoeste planeet. De NID wil misbruik maken van de Tollan, een technisch geavanceerd ras, maar Daniel Jackson steekt er een stokje voor.
18. Solitudes - 6 februari 1998 - Sam en Jack ontdekken een tweede Stargate in Antarctica.
19. Tin Man - 13 februari 1998 - De leden van SG-1 worden vervangen door androïden.
20. There But For the Grace of God - 20 februari 1998 - Daniel Jackson komt terecht in een parallel universum waarin de aarde wordt aangevallen door de Goa'uld.
21. Politics - 27 februari 1998 - Senator Robert Kinsey wil het stargateprogramma beëindigen vanwege de wereldwijde risico's.
22. Within the Serpent's Grasp - deel 1 - 6 maart 1998 - Apophis valt de aarde aan. Skaara blijkt tot gastheer gemaakt van de zoon van Apophis Klorel.

## Seizoen 2
SG-1 vindt in de Tok'ra, een vriendelijke afsplitsing van de Goa'uld, en de Asgard, een technologisch zeer geavanceerd ras, bondgenoten voor hun strijd tegen de Goa'uld.
1. The Serpent's Lair - deel 2 - 26 juni 1998 - SG-1 is geïnfiltreerd in een Moederschip van de Goa'uld dat gebruikt wordt in een poging de aarde te veroveren.
2. In the Line of Duty - 3 juli 1998 - Carter wordt gastheer van Jolinar, een Tok'ra.
3. Prisoners - 10 juli 1998 - SG-1 helpt zonder het te weten een ontsnapte gevangene en wordt zelf ook gevangen.
4. The Gamekeeper - 17 juli 1998 - SG-1 komt op een planeet waarvan de bewoners in een virtuele wereld leven. De Gamekeeper liegt de bewoners voor over de condities "buiten" om eeuwig controle uit te kunnen blijven oefenen.
5. Need - 24 juli 1998 - Daniel Jackson raakt verslaafd aan het gebruik van een sarcofaag.
6. Thor's Chariot - 31 juli 1998 - De planeet uit Thor's Hammer wordt aangevallen door de Goa'uld Heru-ur. SG-1 gaat de bewoners helpen omdat zij de hamer hebben vernietigd.
7. Message in a Bottle - 7 augustus 1998 - SG-1 neemt een bol mee van een andere planeet. De bol neemt echter het SGC over.
8. Family - 14 augustus 1998 - SG-1 gaat de zoon van Teal'c bevrijden uit de handen van Apophis.
9. Secrets - 21 augustus 1998 - Daniel en Teal'c keren terug naar Abydos en vinden daar de zwangere Sha're. O'Neill en Carter gaan naar Washington om gehuldigd te worden.
10. Bane - 25 september 1998 - Teal'c wordt gestoken door een buitenaards insect en muteert langzaam.
11. The Tok'ra - deel 1 - 2 oktober 1998 - Carter heeft een flashback van Jolinar en SG-1 ontdekt zo de Tok'ra.
12. The Tok'ra - deel 2 - 9 oktober 1998 - De vader van Carter die stervende is wil zich beschikbaar stellen een gastheer voor Tok'ra te worden.
13. Spirits - 23 oktober 1998 - Op een planeet ontdekt SG-1 een indianen stam en een mineraal Trinium. Het mineraal is sterker dan staal en SGC wil gaan ontginnen. Maar de geesten van de indianen steken hier een stokje voor.
14. Touchstone - 30 oktober 1998 - Op een planeet wordt het weer geregeld door de Toetssteen (Touchstone). Sg-1 ontdekt een duister zaakje als blijkt dat een ander SG team de Toetssteen heeft gestolen.
15. The Fifth Race - 22 januari 1999 - O'Neill krijgt de kennis van de Ancients in zijn hoofd gedownload en komt in contact met de Asgard.
16. A Matter of Time - 29 januari 1999 - Als een planeet wordt opgeslokt door een zwart gat, wordt het effect door de stargate doorgeven naar de aarde en kan de verbinding niet worden uitgeschakeld, evenmin na 38 minuten.
17. Holiday - 5 februari 1999 - SG-1 ontmoet Ma'chello die van lichaam wisselt met Daniel.
18. Serpent's Song - 12 februari 1999 - Apophis vraagt asiel aan bij SGC omdat Sokar hem wil doden.
19. One False Step - 19 februari 1999 - Als SG-1 in een communie komen breekt er plotseling een epidemie uit.
20. Show and Tell - 26 februari 1999 - SG-1 maakt kennis met de Reetou die een aanval openen op het SGC.
21. 1969 - 5 maart 1999 - Door een zonnevlam is SG-1 in 1969 terechtgekomen, en wordt geholpen door Lieutenant Hammond.
22. Out of Mind - deel 1 - 12 maart 1999 - O'Neill wordt wakker in het jaar 2077. De aarde heeft de Goa'uld verslagen en SG-1 is omgekomen.

## Seizoen 3
Naast de Goa'uld vormen ook de Replicators, intelligente zelfreplicerende machines, een bedreiging. De Asgard worden bijna door hen uitgeroeid.
1. Into the Fire - deel 2 - 25 juni 1999 - Hathor heeft SG-1 gevangengenomen en ze kweekt een nieuw Goa'Uld leger en SG-1 mag als eerste gastheren dienen.
2. Seth - 2 juli 1999 - SG-1 krijgt van de Tok'ra de tip dat een oude Goa'uld-heerser zich al duizenden jaren verborgen houdt op de Aarde.
3. Fair Game - 9 juli 1999 - De drie machtigste System Lords komen onderhandelen voor staakt-het-vuren onder leiding van de Asgard Thor.
4. Legacy - 16 juli 1999 - Daniel wordt krankzinnig als hij wordt besmet met een stukje technologie van Ma'Chello.
5. Learning Curve - 23 juli 1999 - SG-1 komt op een planeet waar kinderen worden gebruikt als kennisvergaarders.
6. Point of View - 30 juli 1999 - In een parallelle dimensie ontsnappen Carter en Kawalsky aan de Goa'uld met behulp van de Kwantumspiegel (quantum mirror).
7. Dead Man's Switch - 6 augustus 1999 - SG-1 wordt opgejaagd door een premiejager.
8. Demons - 13 augustus 1999 - SG-1 komt in een christelijke dorpje waar Sokar zich voordoet als Satan om gastheren te werven met behulp van een Unas.
9. Rules of Engagement - 20 augustus 1999 - SG-1 ontdekt een planeet waar Jaffa getraind worden om er als SG-teams uit te zien.
10. Forever in a Day - 8 oktober 1999 - Daniel ontdekt waar Sha're zich bevindt en gaat haar halen maar ze wordt gedood door Teal'c.
11. Past and Present - 15 oktober 1999 - SG-1 komt op een planeet waar iedereen aan collectief geheugenverlies lijdt. Onwetend nemen ze een oude vijand mee naar de aarde.
12. Jolinar's Memories - deel 1 - 22 oktober 1999 - Samantha Carters vader is gevangen door Sokar en naar Netu gebracht. De enige die daar ooit ontsnapt is, is Jolinar.
13. The Devil You Know - deel 2 - 29 oktober 1999 - De Goa'uld Sokar die zijn imago naar Satan heeft vormgegeven neemt SG-1 gevangen en martelt Sam met een apparaat om herinneringen mee te bekijken. Apophis blijkt niet dood te zijn, en grijpt de macht.
14. Foothold - 5 november 1999 - Een buitenaards ras heeft de gedaantes van SG personeel overgenomen. Alleen Carter kan ze nog stoppen.
15. Pretense - 21 januari 2000 - Skaara's schip wordt neergeschoten door de Tollan die hem gevangennemen. De Tollan starten een rechtszaak over wie controle krijgt over het gastlichaam. O'Neill en Daniel worden gevraagd als advocaat.
16. Urgo - 28 januari 2000 - SG-1 krijgt een chip in het hoofd geïmplanteerd waardoor ze collectieve hallucinaties van een irritante AI in de persoon van Urgo krijgen.
17. A Hundred Days - 4 februari 2000 - Een metorietenregen begraaft de stargate en O'Neill zit voor altijd vast.
18. Shades of Grey - 11 februari 2000 - O'Neill steelt Tollan technologie en wordt ontslagen. Maybourne doet een opmerkelijk voorstel.
19. New Ground - 18 februari 2000 - SG-1 wordt gevangengenomen op een planeet die in oorlog is vanwege de Stargate.
20. Maternal Instinct - 25 februari 2000 - Daniel ontdekt de locatie van het Harsesis kind, maar hij is niet de enige.
21. Crystal Skull - 3 maart 2000 - Nadat Daniel in een kristallen schedel heeft gekeken is hij onzichtbaar geworden.
22. Nemesis - deel 1 - 10 maart 2000 - De Asgard Thor brengt zijn schip naar de aarde en vraagt O'Neill om hulp tegen een ras waar zij niet tegen opgewassen zijn.

## Seizoen 4
De Goa'uld en de Replicators vormen een vaste bedreiging. Er wordt kennisgemaakt met de Unas, de eerste gastheer van de Goa'uld. Apophis wordt uiteindelijk overwonnen
1. Small Victories - deel 2 - 30 juni 2000 - Nadat O'Neill en Carter na hun avontuur op de Beliskner terugkeren, blijkt één Replicator de crash te hebben overleeft en valt een Russische onderzeeër aan.
2. The Other Side - 7 juli 2000 - Een buitenaards ras heeft de Stargate ontdekt en vraagt SG-1 voor hulp in hun oorlog in ruil voor technologie.
3. Upgrades - 14 juli 2000 - De Tok'ra brengen apparaten mee die superkrachten geven.
4. Crossroads - 21 juli 2000 - Een Jaffa priesteres genaamd Shau'nac vertelt dat ze contact kan maken met haar symbioot en deze wil bij de Tok'ra.
5. Divide and Conquer - 28 juli 2000 - Na een aanslag op een Tok'ra leider blijken er Za'Tarc te zijn. Een Goa'Uld hersenspoelmethode.
6. Window of Opportunity - 4 augustus 2000 - De aarde is in een tijdlus geraakt en O'Neill en Teal'C zijn de enige die dit bewust zijn.
7. Watergate - 11 augustus 2000 - De Russen hebben de stargate vanuit het wrak van de Beliskner gevist en zijn hun eigen Stargate programma begonnen. Helaas is een complicatie het geval en ze roepen de hulp in van SG-1.
8. The First Ones - 18 augustus 2000 - Daniël wordt gevangengenomen door een Unas.
9. Scorched Earth - 25 augustus 2000 - Stargate SG-1 begeleidt een kolonisatiepoging van een erg gevoelig ras. Het blijkt dat een ander buitenaards ras de planeet ook voor kolonisatie geschikt acht, en daartoe de hele planeet steriliseert.
10. Beneath the Surface - 1 september 2000 - De geheugens van de leden van SG-1 wordt gewist waarna ze aan het werk gezet worden in een ondergrondse faciliteit.
11. Point of No Return - 8 september 2000 - Een man die overal complotten in ziet, weet verdacht veel van het Stargate programma.
12. Tangent - 15 september 2000 - De luchtmacht heeft een Death Glider omgebouwd om er gebruik van te maken. O'Neill en Teal'c gaan een testvlucht maken, maar dan gaat er iets mis.
13. The Curse - 22 september 2000 - Daniël gaat naar een begrafenis van zijn vroegere mentor. Hij komt erachter dat zijn mentor Goa'Uld technologie bezat.
14. The Serpent's Venom - 29 september 2000 - Daniël, O'Neill en Carter proberen een verbond tussen Apophis en Heru'ur te voorkomen. Teal'c wordt gevangengenomen.
15. Chain Reaction - 5 januari 2001 - General Hammond neemt ontslag van het SGC. O'Neill vermoedt dat er meer aan de hand is en gaat op onderzoek uit.
16. 2010 - 12 januari 2001 - Het is het jaar 2010. De Goa'uld zijn verslagen door een verbond met een geavanceerd ras.
17. Absolute Power - 19 januari 2001 - Daniël wordt herenigd met het Harsesis kind, hij bezit alle kennis van de Goa'uld.
18. The Light - 26 januari 2001 - SG-1 vindt een mysterieuze machine die een verslavende werking heeft op hen.
19. Prodigy - 2 februari 2001 - Samantha Carter ontdekt een briljante studente op de militaire academie. Ze probeert haar naar het SGC te krijgen.
20. Entity - 9 februari 2001 - Een buitenaardse entiteit neemt de SGC over.
21. Double Jeopardy - 16 februari 2001 - SG-1 probeert een planeet te veroveren van de Goa'uld met behulp van robotklonen uit "Tin Man". Teal'c probeert wraak te nemen op Cronus voor de moord op zijn vader.
22. Exodus - deel 1 - 23 februari 2001 -SG-1 heeft het Moederschip van Cronus veroverd. Ondertussen valt Apophis de Tok'ra aan en SG-1 helpt hen met hun evacuatie.

## Seizoen 5
Anubis vormt een nieuwe bedreiging. Hij is een Goa'uld die ooit "ascended" is geweest en half teruggekomen is en daarom veel van de kracht en kennis van de Ouden heeft.
1. Enemies - deel 2 - 29 juni 2001 - Teal'c is gehersenspoeld door Apophis en is nu weer zijn rechterhand geworden.
2. Threshold - deel 3 - 6 juli 2001 - Na het avontuur met Apophis en de Replicators is SG1 weer terug in de SGC, maar Teal'C is nog steeds loyaal aan Apophis. Bra'Tac laat hem een ritueel ondergaan zodat hij weer de oude zou moeten worden.
3. Ascension - 13 juli 2001 - SG-1 vindt een uitgestorven beschaving met een hypermodern kanon. Carter wordt bezocht door een Ascended wezen dat vertelt dat hij de technologie voor het kanon aan de beschaving heeft gegeven. Hij wil dat Carter het testvuren tegenhoudt.
4. The Fifth Man - 20 juli 2001 - Een buitenaards wezen doet de leden van SG-1 geloven dat hij het vijfde lid van SG-1 is.
5. Red Sky - 27 juli 2001 - SG-1 wordt op K'tau verwelkomd door de godsdienstige leider van de planeet. Deze beschouwt de rode hemel bij hun aankomst als een teken van hun goden. Wat hij niet weet is dat de rode kleur een reactie is op het wormgat, dat de naderende ondergang van de planeet aankondigt.
6. Rite of Passage - 3 augustus 2001 - Cassandra die ondertussen de leeftijd van een tiener heeft bereikt wordt ernstig ziek. De genezing ligt op de planeet waar ze vandaan komt.
7. Beast of Burden - 10 augustus 2001 - De Unas waar Daniel vriendschap mee heeft gesloten wordt door een groep jagers meegenomen naar een planeet waar de Unas slaven zijn.
8. The Tomb - 17 augustus 2001 - De Russen vragen SG-1 om hulp nadat een archeologisch team verdwenen is.
9. Between Two Fires - 24 augustus 2001 - De Tollan willen opeens hun technologie van het ionenkanon geven aan de aarde. Er blijkt echter meer aan de hand te zijn.
10. 2001 - 31 augustus 2001 - SG-1 komt in contact met de Ashen.
11. Desperate Measures - 7 september 2001 - Adrian Conrad, een schatrijke maar doodzieke man, heeft van de Russen een Jaffa gekocht en wil zijn symbiont gebruiken om te genezen. Hiervoor heeft hij Carter nodig omdat die ooit een drager van een symbioot is geweest. O'Neill krijgt hulp van Maybourne.
12. Wormhole X-Treme! - 8 september 2001 - Er wordt een televisieserie opgenomen die gebaseerd is op het Stargategebeuren.
13. Proving Ground - 8 maart 2002 - Er worden vier nieuwe rekruten door Jack O'Neill opgeleid om in een SG-team te voegen. Tijdens de training wordt de SGC overgenomen en moeten O'Neill en zijn rekruten de SGC bevrijden.
14. 48 Hours - 15 maart 2002 - Als Teal'c Tanith doodt, stort zijn Al'Kesh op de stargate terwijl Teal'c nog onderweg is. Hij komt vast te zitten in de stargate. SGC probeert alles om hem terug te krijgen en wordt niet geholpen door een oude bekende.
15. Summit - deel 1 - 22 maart 2002 - Daniel infiltreert in een geheime bijeenkomst van de Goa'uld.
16. Last Stand - deel 2 - 29 maart 2002 - Door de komst van Osiris (die het lichaam heeft van Daniel's ex-vriendin) komt de missie van Daniel in gevaar.
17. Fail Safe - 5 april 2002 - Een enorme planetoïde komt op de aarde af. SG-1 gaat een atoombom plaatsen om de aarde redden.
18. The Warrior - 12 april 2002 - Een rebellen Jaffa leger wil een verbond sluiten met de Aarde.
19. Menace - 26 april 2002 - SG-1 vindt een androïde die verantwoordelijk is voor de Replicators.
20. The Sentinel - 3 mei 2002 - Een planeet die beschermd werd door de Sentinel is een door NID ontregeld. De veroordeelde NID agenten moeten de Sentinel repareren.
21. Meridian - 10 mei 2002 - Nadat een beschaving het element Naquadria heeft ontdekt en er een massavernietigingswapen van probeert te maken, gaat het bijna mis en weet Daniel een ramp te voorkomen. Hierbij wordt hij besmet met straling en in zijn sterfbed wordt hij door Oma Desala opgeroepen om een "ascended being" te worden.
22. Revelations - 17 mei 2002 - Osiris valt een geheim Asgard-lab aan en SG-1 gaat de wetenschapper proberen te redden.

## Seizoen 6
Daniel Jackson is een "ascended being" geworden. Zijn plaats wordt ingenomen door Jonas Quinn. Anubis is de belangrijkste antagonist.
1. Redemption - deel 1 - 7 juni 2002 - Als de vrouw van Teal'c is overleden houdt Ry'ac Teal'c er verantwoordelijk voor. Ondertussen heeft Anubis de Stargate in een tijdbom veranderd.
2. Redemption - deel 2 - 14 juni 2002 - Terwijl Teal'c, Bra'tac en Ry'ac de planeet aanvallen waar Anubis de aardse stargate aanvalt, proberen Carter en Quinn de stargate te redden.
3. Descent - 21 juni 2002 - Een Goa'uld-moederschip zweeft boven de aarde. SG-1 gaat op onderzoek.
4. Frozen - 28 juni 2002 - Bij de plaats waar de Zuidpool poort werd gevonden, wordt een ingevroren vrouw gevonden.
5. Nightwalkers - 12 juli 2002 - In een dorpje is iets geheimzinnigs aan de hand. Carter, Quinn en Teal'c gaan op onderzoek uit. Het blijkt dat de symbioot van Adrian Conrad nog niet verdwenen is.
6. Abyss - 19 juli 2002 - De Tok'ra symbiont Kanan die in O'Neill zit leidt hem naar een geheim fort van Ba'al. O'Neill wordt gevangengenomen en moet op Daniel vertrouwen voor hulp.
7. Shadow Play - 26 juli 2002 - SGC krijgt bezoek van landgenoten van Quinn. Ze willen wapens in ruil voor naquadria, omdat twee buurlanden ze bedreigen. Quinn wordt benaderd om een coup te plegen.
8. The Other Guys - 2 augustus 2002 - Twee wetenschappers van het SGC mogen ook eens de held spelen.
9. Allegiance - 9 augustus 2002 - Als de Tok'ra moeten vluchten naar de schuilplaats van Jaffa's ontstaat er spanning tussen de groepen als een onzichtbare Ashrak toeslaat en de groepen tegen elkaar opzet.
10. Cure - 16 augustus 2002 - SG-1 maakt contact met de Pangarans. Ze bieden een geavanceerd medicijn aan. SG-1 ontdekt dat het medicijn gemaakt wordt van Goa'uld symbioten.
11. Prometheus - deel 1 - 23 augustus 2002 - Een verslaggeefster dreigt het Promotheus programma te onthullen. Ze krijgt een rondleiding, maar ze kapen de Prometheus omdat de filmploeg in opdracht van Simmons en Conrad werken.
12. Unnatural Selection - deel 2 - 10 januari 2003 - De Asgard vragen hulp aan SG-1 omdat de Replicators ze opnieuw hebben aangevallen.
13. Sight Unseen - 17 januari 2003 - SG-1 vindt een apparaat van de Ouden die insecten uit een andere dimensie zichtbaar maakt.
14. Smoke & Mirrors - 24 januari 2003 O'Neill wordt beschuldigd van de moordaanslag op senator Kinsey.
15. Paradise Lost - 31 januari 2003 O'Neill en Maybourne komen in een verlaten paradijs terecht.
16. Metamorphosis - 7 februari 2003 SG-1 ontdekt een planeet waar Nirr'ti een super-soldaat probeert te kweken.
17. Disclosure - 14 februari 2003 Senator Kinsey doet wederom een poging om de Stargate onder de NID te krijgen. Nu doet hij dat door de Stargate bekend te maken aan China, Groot-Brittannië en Frankrijk. Hammond probeert dit te verhinderen.
18. Forsaken - 21 februari 2003 - SG-1 ontdekt een neergestort ruimteschip. Als ze de bemanning helpen met repareren worden ze aangevallen.
19. The Changeling - 28 februari 2003 - Teal'c & Bra'tac worden in een hinderlaag gelokt. Teal'c en Bra'tac moeten samen op één symbioot leven. Hierdoor krijgt Teal'c een visioen hoe zijn leven op aarde eruitgezien zal hebben.
20. Memento - 7 maart 2003 - Een testvlucht met de Prometheus loopt anders dan gepland als de naquadria reactor onstabiel wordt.
21. Prophecy - 14 maart 2003 - Terwijl O'Neill en Teal'c een planeet proberen te bevrijden van een Goa'uld, krijgt Jonas toekomstvisioenen.
22. Full Circle - deel 1 - 21 maart 2003 - Anubis wil het Oog van Ra hebben voor een superwapen. Het oog ligt op de planeet Abydos en Daniel vraagt SG-1 om het oog te vinden voordat Anubis dat doet.

## Seizoen 7
Anubis ontwikkelt een nieuwe krachtige krijger. Een zoektocht naar technologie van de Ouden (Ancients) culmineert in de schijnbare vondst van Atlantis.
1. Fallen - deel 2 - 13 juni 2003 - Nadat Anubis de planeet Abydos heeft vernietigd is Daniel teruggevallen op zijn menselijke vorm. Hij komt terug bij het SGC en gaat op zoek naar De Verloren Stad. Ondertussen bedenkt SG-1 een val om het superwapen van Anubis te vernietigen.
2. Homecoming - deel 3 - 13 juni 2003 - Nadat Anubis een hersensonde in Jonas Quinn heeft geplaatst, gaat hij naar Jonas' thuiswereld om het naquadria te bemachtigen.
3. Fragile Balance - 20 juni 2003 - Een 15-jarige jongen komt het SGC binnen en zegt dat hij Jack O'Neill is.
4. Orpheus - 27 juni 2003 - Daniel heeft een visioen van Bra'tac en Ry'ac die in een Jaffa doodskamp zitten. SG-1 gaat een reddingsactie uitvoeren.
5. Revisions - 11 juli 2003 - Op een planeet vol met giftige gassen ontdekt SG-1 een koepel met daarin een samenleving.
6. Lifeboat - 18 juli 2003 - SG-1 ontdekt een neergestort ruimteschip. In het schip vinden ze honderden ingevroren passagiers. Dan krijgt Daniel allemaal verschillende zielen in zich.
7. Enemy Mine - 25 juli 2003 - SGC probeert een nahqadah-mijn te ontginnen. Hierbij worden ze aangevallen door een groep Unassen. Daniel en zijn Unas vriend Chaka gaan onderhandelen.
8. Space Race - 1 augustus 2003 - De kapitein van de Cerebus komt naar het SGC. Hij vraagt Carter haar hulp (en Naquada reactor) voor een ruimterace.
9. Avenger 2.0 - 8 augustus 2003 - Na de zoveelste mislukking van dr. Felger, wil Generaal Hammond hem ontslaan. Hij krijgt nog een kans iets af televeren. Hij ontwikkelt een virus dat Stargates onbruikbaar maken. Helaas lijkt het virus te verspreiden en ligt het hele gate netwerk plat.
10. Birthright - 15 augustus 2003 - SG-1 ontdekt een voortvluchtige groep Jaffa vrouwen die Jaffa's aanvallen voor hun symbioten. SG-1 wil ze helpen met de tretonine.
11. Evolution - deel 1 - 22 augustus 2003 - Anubis heeft een nieuwe supersoldaat gecreëerd. Om ze te kunnen verslaan gaat Daniel op zoek naar een apparaat van de Ouden die op aarde is verborgen.
12. Evolution - deel 2 - 9 januari 2004 - Carter, Teal'c en Jacob gaan een sabotage opdracht uitvoeren in de supersoldatenfabriek van Anubis. O'Neill gaat Daniel bevrijden uit handen van enkele rebellen.
13. Grace - 16 januari 2004 - Carter reist mee om de gestrande Prometheus terug te halen. Ze komen in een nevel terecht.
14. Fallout - 23 januari 2004 - Jonas Quinn vraagt SG-1 om hulp als de naquada ader verandert in naquadria die de planeet onstabiel maken.
15. Chimera - 30 januari 2004 - Carter heeft een relatie met een politieagent. Ze probeert het SGC voor hem geheim te houden. Osiris (met het gastlichaam van Daniels ex) probeert bij Daniel de locatie van Atlantis los te krijgen via zijn onderbewuste.
16. Death Knell - 6 februari 2004 - Terwijl de Alpha site door Anubis wordt aangevallen, moeten Jacob en Sam vluchten met het prototype van een nieuw wapen tegen de supersoldaten.
17. Heroes - deel 1 - 13 februari 2004 - Een cameraploeg bezoekt de SGC voor opnames. Ondertussen ontdekt een SG team een ruïne van de Ouden.
18. Heroes - deel 2 - 20 februari 2004 - Er wordt een onderzoek ingesteld naar de missie die gruwelijk verkeerd is gelopen.
19. Resurrection - 27 februari 2004 - De NID heeft een geheim experiment uitgevoerd en het loopt verkeerd.
20. Inauguration - 5 maart 2004 - Er is een nieuwe president geïnstalleerd en Kinsey is de nieuwe vicepresident. Hij probeert weer om controle te krijgen over het Stargate project.
21. Lost City - deel 1 - 12 maart 2004 - Daniël ontdekt een 2de bibliotheek van de Ouden. Voordat Anubis deze krijgt, laat O'Neill de database weer in zijn hoofd downloaden.
22. Lost City - deel 2 - 19 maart 2004 - Anubis valt aan en SG-1 ontdekt een buitenpost van Ouden.

## Seizoen 8
Jack O'Neill krijgt het bevel over het SGC en is bevorderd tot generaal De Goa'uld en de Replicators worden verslagen.
1. New Order - deel 1 - 9 juli 2004 - Dr. Elizabeth Weir krijgt het bevel over het SGC. Samantha Carter wordt gevangengenomen door de Replicators.
2. New Order - deel 2 - 9 juli 2004 - Jack O'Neill gebruikt zijn Apparaat van de Ouden (Ancient Device) om Othalla te redden en de Replicators te vernietigen. Een paar Replicators ontsnappen. Elizabeth Weir maakt plaats voor Jack als hij wordt bevorderd tot generaal.
3. Lockdown - 23 juli 2004 - De basis wordt afgesloten omdat er een wezen dat bezit van iemand kan nemen rondwaart.
4. Zero Hour - 30 juli 2004 - SG-1 is plotseling verdwenen en O'Neill twijfelt aan zijn capaciteiten als generaal.
5. Icon - 6 augustus 2004 - SG-1 komt op een planeet waar twee grootmachten op gespannen voet leven. Sg-1 veroorzaakt een wereldoorlog en Daniel zit ertussenin.
6. Avatar - 13 augustus 2004 - Teal'c zit vast in een computer simulatie.
7. Affinity - 20 augustus 2004 - Teal'c gaat buiten het SGC wonen. Hij kan het goed vinden met zijn nieuwe buurvrouw.
8. Covenant - 27 augustus 2004 - Een rijke zakenman wil het geheim van de Stargate gaan onthullen.
9. Sacrifices - 10 september 2004 - Teal'c hoort dat zijn zoon gaat trouwen. Istha vraagt om zijn hulp om een Goa'uld heerser te doden.
10. Endgame - 17 september 2004 - De Stargate wordt gestolen en alles wijst naar the Trust die een chemische oorlog zijn begonnen tegen de Goa'uld.
11. Gemini - 21 januari 2005 - De Replicator kopie van Sam (Replicarter) komt waarschuwen dat Vijf immuun is geworden voor het nieuwe disruptor kanon.
12. Prometheus Unbound - 28 januari 2005 - Generaal Hammond en Daniel vertrekken met de Prometheus naar Atlantis. Onderweg ontvangen ze een noodsignaal. Dan wordt de Promotheus gekaapt.
13. It's Good To Be King - 4 februari 2005 - Harry Maybourne blijkt koning te zijn van een middeleeuws aandoende beschaving.
14. Full Alert - 11 februari 2005 - Kinsey komt naar O'Neill met de mededeling dat the Trust weer iets van plan is. Ondertussen lopen de spanningen met Rusland op omdat Rusland denkt dat de regering van Amerika is overgenomen door de Goa'uld.
15. Citizen Joe - 18 februari 2005 - Een kapper komt bij O'Neill met het verhaal dat hij in allerlei visioenen de avonturen van SG-1 te zien heeft gekregen.
16. Reckoning - deel 1 - 25 februari 2005 - De Replicarter valt aan en Ba'al vraagt de SG-1 om hulp. Teal'c en Bra'tac gaan proberen een Jaffa heiligdom te veroveren.
17. Reckoning - deel 2 - 4 maart 2005 - Sam en Teal'c ontdekken dat de Jaffa tempel eigenlijk een wapen van Ouden is. In een race tegen de klok moeten ze opnemen tegen Ba'al, Anubis en Replicarter.
18. Threads - 11 maart 2005 - Daniël wordt opnieuw gevraagd of hij wil opstijgen. Ondertussen probeert Anubis het Wapen van de Ouden op Dakara te veroveren.
19. Moebius - deel 1 - 18 maart 2005 - Dr. Langford is overleden en laat haar bezittingen na aan Daniel. Daniel ontdekt dat Ra in het bezit was van een ZPM. Daarom maakt SG-1 een reis terug in de tijd met een Puddlejumper die een tijdmachine aan boord heeft. Helaas verandert de tijdlijn, en zijn ze gedwongen opnieuw terug in de tijd te reizen om de tijdlijn te herstellen.
20. Moebius - deel 2 - 25 maart 2005 - Om de tijdlijn te herstellen moet SG-1 de Stargate van de Goa'uld Ra stelen.

## Seizoen 9
Generaal Landry krijgt het bevel over het SGC. Jack O'Neill vertrekt naar Washington SGC en is bevorderd tot generaal. Kolonel Cameron Mitchell is de nieuwe voorman van SG-1. De Ori vormen een machtige, doch niet álmachtige nieuwe vijand.
1. Avalon - deel 1 - 15 juli 2005 - Cameron Mitchell krijgt de leiding, maar het blijkt dat hij een heel nieuw team moet formeren. Met Vala Mal Doran, Daniel Jackson en Teal'c ontdekt hij een Arthuriaanse tombe.
2. Avalon - deel 2 - 22 juli 2005 - Daniel en Vala Mal Doran verplaatsen zich met een Communicatieapparaat van de Ouden (Ancient Communication Device) telepathisch naar een ander sterrenstelsel. Daar maken ze kennis met de religie Origin.
3. Origin - deel 3 - 29 juli 2005 - SG-1 maakt kennis met de Ori en hun Priors (Voorgangers) met de Doci aan het hoofd.
4. The Ties That Bind - 5 augustus 2005 - SG-1 gaat op een scavenger hunt om de band tussen Vala en Daniel, die door middel van Goa'uld-technologie aan elkaar gekoppeld zijn, te verbreken.
5. The Powers That Be - 12 augustus 2005 - Een Prior heeft de dorpelingen op een planeet waar Vala Mal Doran eens de gastheer was van de Goa'uld Qetesh bekeerd tot Origin.
6. Beachhead - 19 augustus 2005 - De Ori proberen een gigantische Stargate te construeren boven een planeet die ze in een zwart gat willen veranderen om de benodigde energie te leveren. Vala Mal Doran voorkomt dit, maar als ze terugringt wordt de materiestroom afgebogen, volgens Samantha Carter mogelijk naar het stelsel van de Ori.
7. Ex Deus Machina - 26 augustus 2005 - Ba'al blijkt op aarde aanwezig te zijn in diverse incarnaties. Hij heeft de leiding over een grote corporatie en toegang tot genetische replicatietechnologie.
8. Babylon - 9 september 2005 - Mitchell ontmoet de Verborgen Jaffa, de Sodan, en moet een gevecht op leven en dood leveren met de broer van een Jaffa die gedood zou zijn.
9. Prototype - 16 september 2005 - Een genetisch gereconstrueerde incarnatie van Anubis wordt meegenomen naar de aarde, waar zijn telekinetische krachten voor problemen zorgen, maar ook een cruciale stap in de richting van het bestrijden van de krachten van de Priors vormt.
10. The Fourth Horseman - deel 1 - 16 september 2005 - Garak is tot Origin bekeerd en tot Prior gemaakt. Een ex-Ancient komt een handje helpen in de strijd tegen de Ori.
11. The Fourth Horseman - deel 2 - 6 januari 2006 - Een Prior wordt gevangengenomen. Gerak geneest de Priorpest die op aarde heerst.
12. Collateral Damage - 13 januari 2006 - Kolonel Mitchell wordt onterecht verdacht van de moord op een mooie jonge buitenaardse wetenschapster die een geheugenimplantatie-apparaat (memory implantation device) heeft ontwikkeld.
13. Ripple Effect - 20 januari 2006 - Evil twins van de leden van SG-1 hebben een doorgang geforceerd vanuit een parallel universum waardoor Stargate Command wordt overspoeld door SG-1's.
14. Stronghold - 27 januari 2006 - Ba'al hersenspoelt de leden van de Hoge Raad van de Jaffa en kidnapt Teal'c. Diverse SG-teams en Bra'tac infiltreren Ba'als vesting en redden Teal'c. De Jaffa Raad kiest voor democratie.
15. Ethon - 3 februari 2006 - SGC krijgt een oproep van de mensen van Telgalus. De vijanden op de planeet hebben een Ori satelliet. SG1 gaat erheen met de Prometheus maar helaas, de Prometheus wordt opgeblazen.
16. Off the Grid - 10 februari 2006 - Ba'al steelt een groot aantal stargates.
17. The Scourge - 17 februari 2006 - Een groep internationale regeringvertegenwoordigers gaat op excursie door de stargate.
18. Arthur's Mantle - 24 februari 2006 - Door een van Merlijns apparaten raken Samantha, Cameron en later ook Daniel uit fase met de normale wereld. Daniel leert dat Merlijn een wapen heeft uitgevonden om ascended beings uit te roeien.
19. Crusade - deel 1 - 3 maart 2006 Vala probeert de aarde te waarschuwen voor een mogelijke laatste dag voor de aarde, ze is in contact gekomen met een paar "Unbelievers" op de planeet waar zij eerder levend werd verbrand. Ze contacteert de aarde via het apparaat waarmee ze over lange afstand kunnen communiceren in iemand anders zijn/haar lichaam maar Vala wordt ontdekt.
20. Camelot - deel 2 - 10 maart 2006 De leden van SG-1 vinden een mogelijk complete supergate, Vrije Jaffa hebben deze ontdekt en vragen iedereen om te komen helpen deze supergate te vernietigen wat mislukt: De armada van de Ori komt de melkweg binnen.

## Seizoen 10
De dochter van Vala Mal Doran staat aan het hoofd van de legers van de Ori. Ba'al de systeemheer die klonen van zichzelf heeft gemaakt, en de Lucian Alliance vormen regelmatige bedreigingen.
1. Flesh and Blood - deel 3 - 14 juli 2006 - Vala Mal Doran ontdekt dat haar dochter, die ze Adria noemt, snel groeit tot de leidster van de Ori, en over hun krachten beschikt. Ondertussen wordt Chulak aangevallen.
2. Morpheus - 21 juli 2006 - SG1 reist naar een planeet getroffen door een slaapziekte, waar ze zelf snel ten prooi aan vallen. Ondertussen moet Landry beslissen of Vala aan missies kan deelnemen.
3. The Pegasus Project - 28 juli 2006 - SG-1 bezoekt het Sterrenstelsel Pegasus. Op de Odyssey proberen Carter, Mitchell en Rodney McKay een wormgat naar een Supergate te openen, in samenwerking met Teal'c, die in de Melkweg achtergebleven is. Ondertussen proberen Daniel en Vala Mal Doran de locatie van Merlijns Wapen te achterhalen met hulp van Morgan Le Fay die zich voordoet als een interactief hologram.
4. Insiders - 4 augustus 2006 - Een aantal Ba'al-klonen, waaronder mogelijk de echte Ba'al, misleidt de Tau'ri en slaagt erin de lijst van planeten te bemachtigen die door een kennisopslagplaats van de Ouden in Jack O'Neills hersenen zijn geüpload. Volgens de Balen is op een van de planeten op de lijst Merlijns Wapen te vinden.
5. Uninvited - 11 augustus 2006 - Na onderdrukking van de gevaarlijke straling van de Sodan cloaking devices blijkt dat er een gevaarlijk mutageen organisme uit een andere dimensie in de "onze" lekt. Het verandert op diverse bezochte planeten onschuldige inheemse dieren in enorme bloeddorstige monsters, waaronder twee in de omgeving van het huis van Generaal O'Neill waar Generaal Landry en Kolonel Mitchell verblijven.
6. 200 - 18 augustus 2006 - De buitenaardse Martin Lloyd, die op aarde een carrière als producer heeft gevonden, roept de hulp in van SG-1 voor het perfectioneren van zijn filmscript terwijl zijn budget gekort wordt en de sterren weglopen.
7. Counterstrike - 25 augustus 2006 - De Jaffa gebruiken het Wapen op Dakara om een hele planeet uit te roeien. Adria overleeft het en zet koers naar Dakara om het Wapen te vernietigen.
8. Memento Mori - 8 september 2006 - Vala Mal Doran wordt ontvoerd door de Goa'uld Athene die de Sleutel tot Oneindige Schatten wil bemachtigen. Ze verliest haar geheugen en ontsnapt. Ze vindt werk in een eetcafé. Pas na lange tijd wordt ze gevonden en kan Daniel Jackson haar overhalen het vluchten te staken.
9. Company of Thieves - 15 september 2006 - Als onderdeel van een machtsstrijd binnen de Lucian-alliantie wordt de Odyssey gekaapt. Cameron Mitchell infiltreert de organisatie door zich met het Reolegif (uit de aflevering Summit) voor te doen als goede vriend van Netan, de leider van de alliantie.
10. The Quest - deel 1 - 22 september 2006 - Adria bezorgt Vala Mal Doran een droom met de oplossing van het raadsel van de planeet met Merlijns Wapen. Samen met Ba'al en Adria lost SG-1 een aantal puzzels op waarbij ze voorzichtigheid, liefdadigheid, aardigheid, wijsheid en geloof moeten demonstreren om uiteindelijk oog in oog te staan met een draak.
11. The Quest - deel 2 - 9 januari 2007 - Na het verslaan van de draak vindt de groep Merlijn zélf. Nadat Merlijn sterft krijgt Daniel Jackson zijn kennis in zijn hoofd geüpload. Voordat hij het wapen kan afmaken wordt hij gevangengenomen door Adria.
12. Line in the Sand - 16 januari 2007 - Samantha heeft Merlijns onzichtbaarheidsapparaat (uit Arthur's Mantle) omgebouwd zodat het een heel dorp uit fase kan brengen. Tomin moet Vala Mal Doran de Wijzen van Origin leren, maar hij laat haar ontsnappen omdat het verdraaien van Origin door een Prior zijn geloof doet wankelen.
13. The Road Not Taken - 23 januari 2007 - Samantha komt in een parallel universum terecht waar het bestaan van de Stargate algemeen bekend is en Hank Landry de dictatoriale president van Amerika is. Met behulp van haar parallelle ex-man, Rodney McKay, keert ze uiteindelijk terug.
14. The Shroud - 30 januari 2007 - Daniel Jackson is door Adria in een Prior veranderd, maar is dankzij Merlijns interventie niet gehersenspoeld. Samen met SG-1 en Jack O'Neill completeert hij Merlijns Wapen en zendt het door de supergate naar het Oristerrenstelsel. Even later komt er een aantal Orischepen het melkwegstelsel binnen.
15. Bounty - 6 februari 2007 - Netan zet een premie op de hoofden van SG-1. Premiejager Ventrell duldt geen concurrentie, dus een aantal premiejagers wordt uitgeschakeld. De overige aanslagen mislukken ook. Na een showdown op Camerons middelbareschoolreünie wordt ook Ventrell verschalkt door Samanthas nieuwe holografische technologie. Uiteindelijk richt Ventrell zijn pistool op Netan.
16. Bad Guys - 13 februari 2007 - Omdat de DHD een replica blijkt te zijn in een museum, gijzelt SG-1 een groep burgers in een poging tijd te rekken tot het SGC contact met ze opneemt. Uiteindelijk wordt met een naquadabom en handmatig draaien de Stargate geactiveerd, juist voordat de bestorming plaatsvindt. De Sleutel tot Oneindige Schatten is niet gevonden.
17. Talion - 20 februari 2007 - Teal'c en Bra'tac raken zwaargewond bij een aanslag van Origetrouwe Jaffa. Teal'c vertrekt om wraak te nemen op de leider van de Jaffa groepering. SG-1 krijgt opdracht hem te stoppen, maar dat mislukt. Cameron Mitchell dient uiteindelijk een vals missierapport in.
18. Family Ties - 27 februari 2007 - De vader van Vala Mal Doran wil een Tel'takruimteschip volgeladen met naquada bemachtigen dat Jaffa op aarde hebben neergezet om het te doen exploderen. Omdat hij betrapt is bij wat kleine oplichting kreeg SG-1 achterdocht en werd er een lokschip geplaatst. Generaal Landry gaat uiteindelijk uit eten met zijn ex-vrouw en dochter.
19. Dominion - 6 maart 2007 - SG-1 zet een val voor Adria. Ba'al ontvoert haar en implanteert haar met een Goa'uld. SG-1 ontvoert haar opnieuw. De poging een Tok'ra te implanteren mislukt. Adria gaat hogerop.
20. Unending - 13 maart 2007 - De Asgard sterven uit en laten hun technologische erfenis na aan de Tau'ri. Omdat de Odyssey constant beschoten wordt door de Ori, maakt Samantha een tijduitrekkingsveld waar ze vijftig jaar in verblijven op zoek naar een oplossing. Uiteindelijk draaien ze de tijd terug, behalve voor Teal'c.